# Постовалов Сергій Осипович
Сергій Осипович Постовалов (1907 , Постовалова, Оренбурзька губернія  — 17 березня 1983 , Москва ) — радянський партійний діяч, 1-й секретар Калузького обласного комітету КПРС (1952—1961), голова Кримського облвиконкому (1949—1952). Кандидат у члени ЦК КПРС (1952—1971). Депутат Верховної Ради СРСР 3—5-го скликань.

## Біографія
Народився в селянській родині в селі Кислянське Оренбурзької губернії, тепер присілок  Постовалова Юргамиського району Курганської області, Російська Федерація. Батьки рано померли, Сергій Постовалов виховувався у родичів. У п'ятнадцятирічному віці закінчив Кислянське училище.
Трудову діяльність розпочав писарем волосної управи, потом працював вагарем на млині. З 1924 року — член сільськогосподарської артілі—комуни «Победа».
З грудня 1929 по 1932 рік — у Червоній армії. Служив у Свердловську та інших уральських містах.
Член ВКП(б) з 1930 року.
У 1932—1934 роках — в управлінні військових конезаводів у місті Ростові-на-Дону. Без відриву від виробництва закінчив підготовчі курси до інституту.
У 1934—1938 роках — студент Ворошиловського (Ставропольського) зоотехнічного інституту Північно-Кавказького краю.
У 1938—1940 роках — директор вівчарського радгоспу «Більшовик» Дмитровського району Орджонікідзевського (Ставропольського) краю.
У березні 1940 — 1942 року — 1-й секретар Нагутського районного комітету ВКП(б) Орджонікідзевського (Ставропольського) краю. У 1942 — січні 1943 — інструктор сільськогосподарського відділу Орджонікідзевського крайового комітету ВКП(б) у місті Кізлярі. У січні — травні 1943 року — 1-й секретар Нагутського районного комітету ВКП(б) Ставропольського краю.
У травні 1943 — березні 1944 року — 1-й секретар Іпатовського районного комітету ВКП(б) Ставропольського краю.
У березні 1944 — 1945 року — завідувач сільськогосподарського відділу Ставропольського крайового комітету ВКП(б).
У 1945 — жовтні 1948 року — 3-й секретар Ставропольського крайового комітету ВКП(б).
У жовтні 1948 — грудні 1949 року — 1-й секретар Черкеського обласного комітету ВКП(б) Ставропольського краю.
12 грудня 1949 — 23 вересня 1952 року — голова виконавчого комітету Кримської обласної ради депутатів трудящих.
У 1952 році — 2-й секретар Калузького обласного комітету ВКП(б).
23 вересня 1952 — 11 серпня 1961 року — 1-й секретар Калузького обласного комітету КПРС.
У 1961 — листопаді 1962 року — заступник голови Комітету партійного контролю при ЦК КПРС. У листопаді 1962 — січні 1966 року — заступник голови Партійної комісії при ЦК КПРС. У січні 1966 — 17 березня 1983 року — заступник голови Комітету партійного контролю при ЦК КПРС.
Помер після важкої хвороби. Похований на Новодівочому цвинтарі Москви.

## Нагороди
- три ордени Леніна
- орден Жовтневої Революції
- орден Трудового Червоного Прапора
- медаль «За трудову доблесть»
- медаль «За оборону Кавказу»
- медаль «За доблесну працю у Великій Вітчизняній війні 1941—1945 рр.»
- медалі